# Fernmeldeturm Cleebronn
Der Fernmeldeturm Brackenheim 1 ist ein 124,4 m hoher Sendeturm bei der Hochebene Scheiterhäule auf Gemarkung der Gemeinde Cleebronn in Baden-Württemberg. Die Anlage befindet sich auf dem Steinhau, dem mit 472 m ü. NN höchsten Gipfel des Stromberg-Hauptrückens. Nächstgelegener Ort in einer Entfernung von 1,5 km ist der Güglinger Ortsteil Eibensbach. Die Entfernung zur namensgebenden Stadt Brackenheim beträgt ca. 7 km.
Der Turm wurde 1969 als einer von zahlreichen Typentürmen für das sich damals im Aufbau befindliche Richtfunknetz der Deutschen Bundespost errichtet. Die Konstruktion basiert auf Plänen von Fritz Leonhardt und Erwin Heinle und entspricht dem Typ 6. Die Höhe der obersten Plattform beträgt 84 m, die Höhe mit Spitze 124,4 m. In den 1970er Jahren wurde der Turm einige Zeit von der NATO verwaltet und genutzt. Aus dieser Zeit stammt auch das sogenannte „Nato-Gebäude“ am Fuß des Turms, welches zeitweise die Technik einer Kabelkopfstelle beherbergte und mittlerweile durch den digitalen Behördenfunk genutzt wird. Im Jahr 2004 wurde der Turm unter Denkmalschutz gestellt.
Heute wird von der Cleebronner Sendeanlage das Radioprogramm von Energy Stuttgart auf UKW ausgestrahlt. Eigentümer ist die Deutsche Funkturm (DFMG), eine Tochtergesellschaft der Deutschen Telekom mit Sitz in Münster.

## Frequenzen und Programme

### Analoger Hörfunk (UKW)
| Frequenz (MHz) | Programm         | RDS PS | RDS PI                | Regionalisierung | ERP (kW) | Antennendiagramm rund (ND)/gerichtet (D) | Polarisation horizontal (H)/vertikal (V) |
| -------------- | ---------------- | ------ | --------------------- | ---------------- | -------- | ---------------------------------------- | ---------------------------------------- |
| 100,7          | Energy Stuttgart | ENERGY | 1509 (regional), 1309 | Ludwigsburg      | 20       | D (90–180°, 200–260°, 300–10°)           | H                                        |

### Analoges Fernsehen (PAL)
Vor der Umstellung auf DVB-T diente der Sendestandort auch für analoges Fernsehen:
| Kanal | Frequenz (MHz) | Programm                        | ERP (kW) | Sendediagramm rund (ND)/ gerichtet (D) | Polarisation horizontal (H)/ vertikal (V) |
| ----- | -------------- | ------------------------------- | -------- | -------------------------------------- | ----------------------------------------- |
| 37    | 599,25         | ZDF                             | 0,06     | D                                      | V                                         |
| 48    | 687,25         | SWR Fernsehen Baden-Württemberg | 0,06     | D                                      | V                                         |

## Bildergalerie

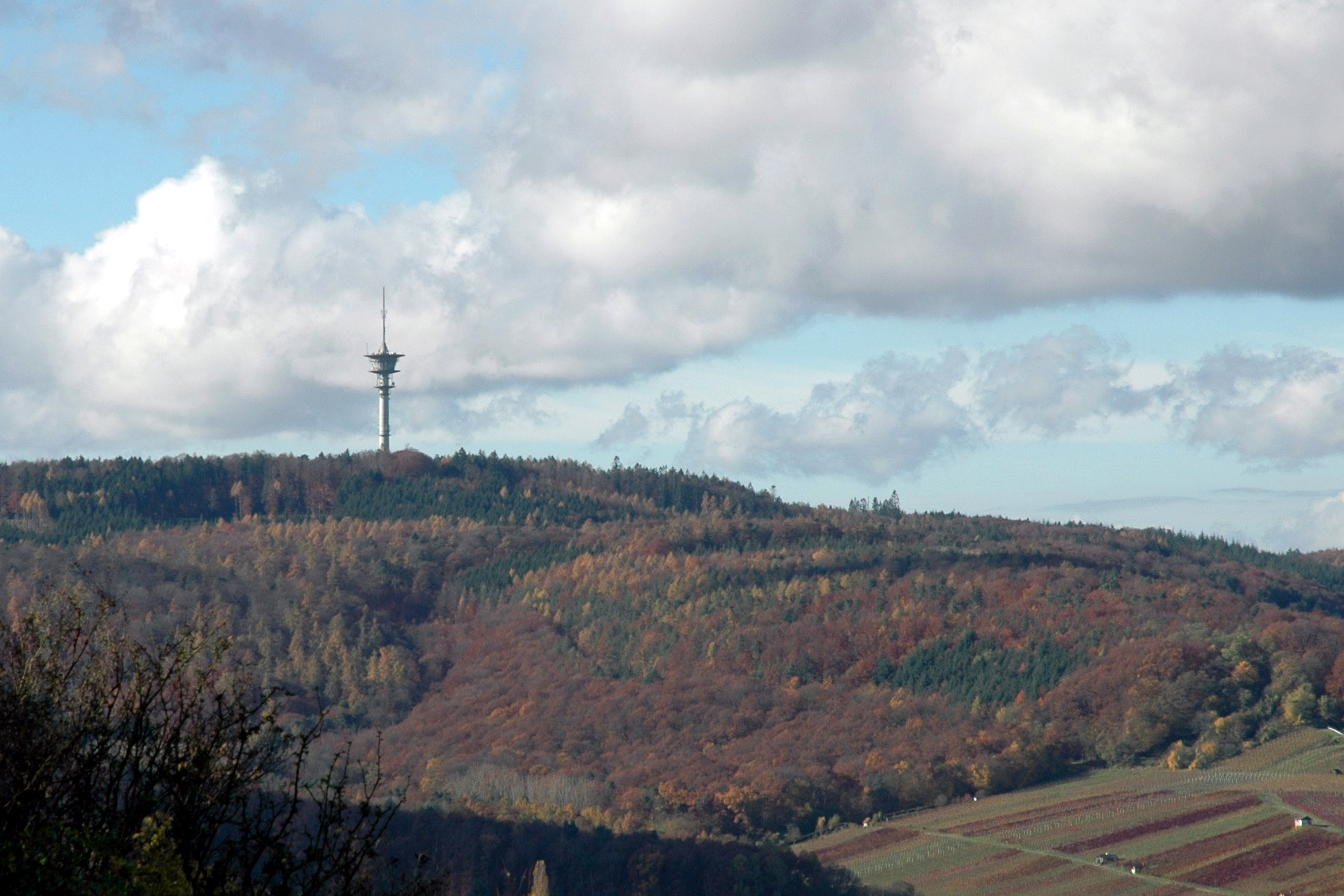
Fernmeldeturm Brackenheim 1, vom Michaelsberg aus gesehen
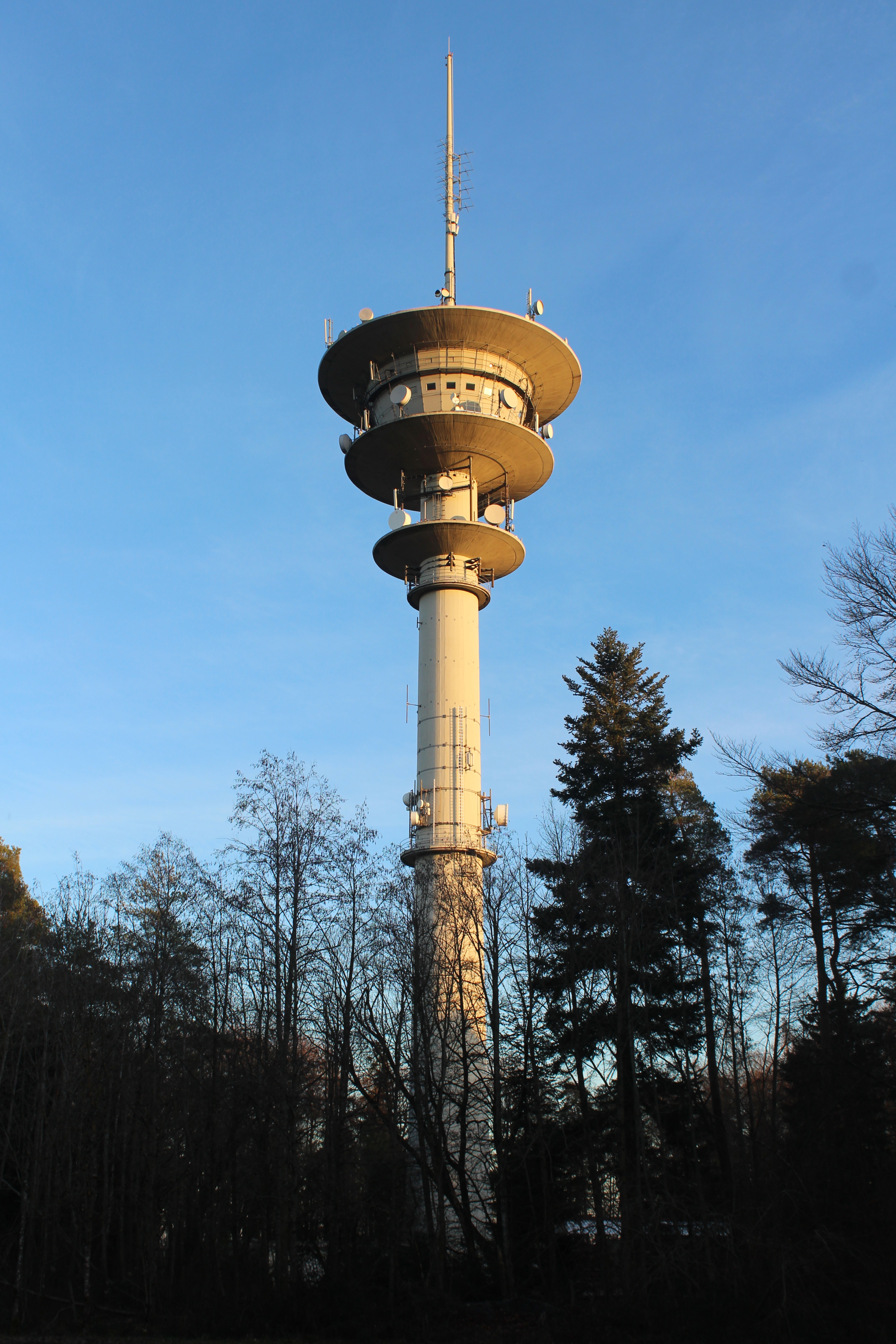
Blick auf den Turm
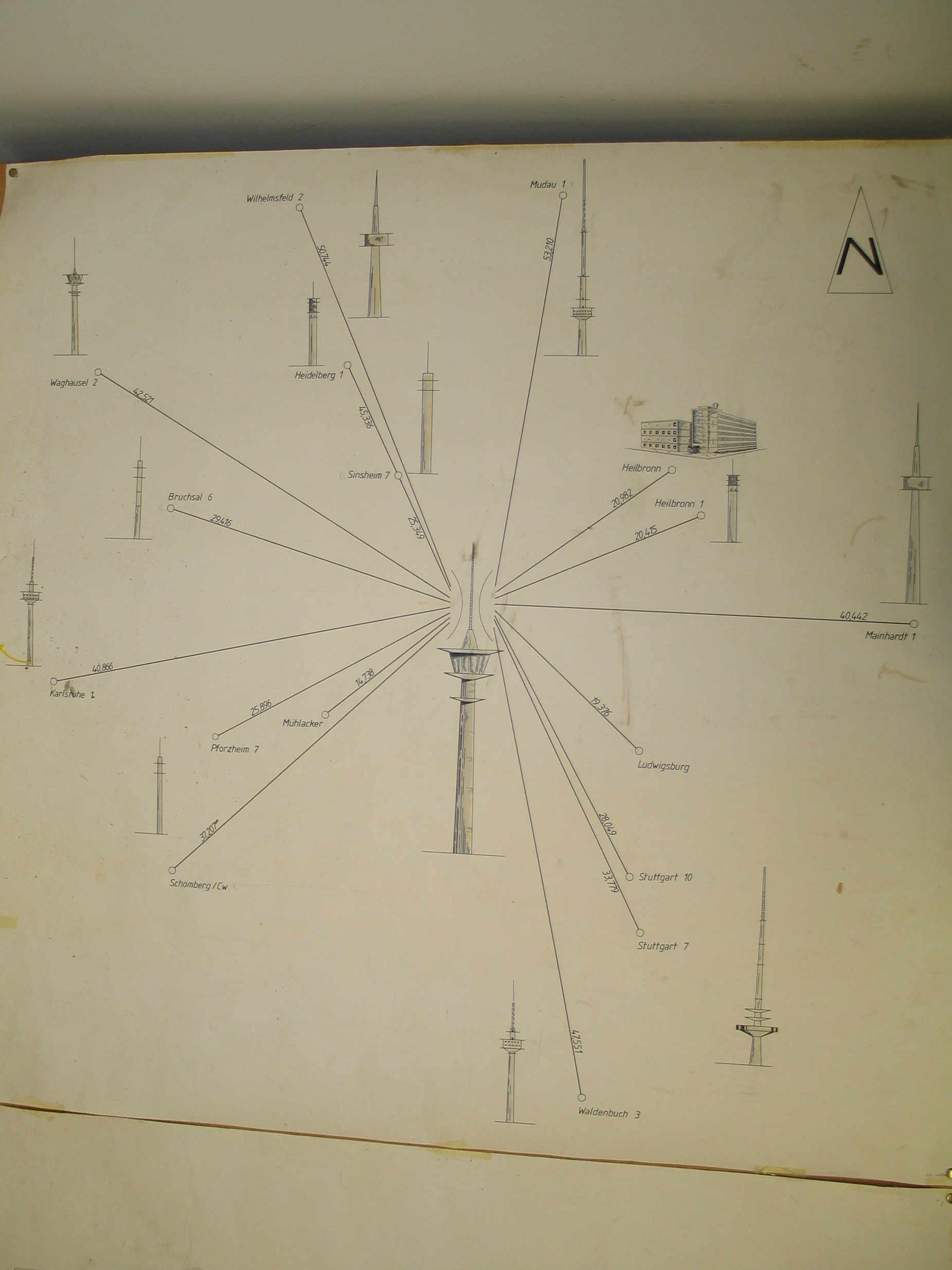
FuÜSt Brackenheim 1 – Rifu-Verbindungen früher